# Lipa (preval)
Preval Lipa (723 mnm) je preval med Menino planino in Dobroveljsko planoto. Leži na vzhodnem delu Kamniško-Savinjskih Alp na orografski meji med Menino in Dobrovljami. Tu je najkrajši prehod med Vranskim in Šmartnim od Dreti v Zadrečki dolini.
Preval se imenuje po tamkaj rastoči stari lipi. Z njega vodijo ceste na štiri strani. Od glavne povezave Vransko–Šmartno ob Dreti se tu odcepita dve stranski cesti: prva proti jugozahodu na preval Slopi pod Menino planino, druga pa na vzhod proti zaselku Sveti Jošt na Dobroveljski planoti. 